# Anni 280 a.C.
Gli anni 280 a.C. sono il decennio che comprende gli anni dal 289 a.C. al 280 a.C. inclusi.

## Eventi, invenzioni e scoperte
- I romani deducono nell'ager Gallicus la colonia civium romanorum di Sena Gallica (Senigallia).

## Nati
- Antioco II, sovrano († 246 a.C.)285 a.C.
- Diodoto I, sovrano († 239 a.C.)280 a.C.
- Li Si, politico cinese († 208 a.C.)

## Morti
- Agatocle, sovrano siceliota
- Agatocle II, principe siceliota288 a.C.
- Fila, regina macedone antica287 a.C.
- Teofrasto, filosofo e botanico greco antico (n. 371 a.C.)285 a.C.
- Rintone, drammaturgo greco antico (n. 323 a.C.)284 a.C.
- Amastri, nobile persiana
- Lucio Cecilio Metello Dentro, politico romano
- Diodoro Crono, filosofo greco antico283 a.C.
- Agatocle, principe macedone antico
- Cāṇakya, scrittore indiano (n. 371 a.C.)
- Demetrio I Poliorcete, sovrano macedone antico (n. 337 a.C.)282 a.C.
- Publio Cornelio Dolabella, politico romano
- Tolomeo I, sovrano, militare e scrittore macedone antico281 a.C.
- Lisimaco, generale e politico macedone antico
- Seleuco I, sovrano macedone antico280 a.C.
- Ariarate II di Cappadocia, re
- Democare, oratore ateniese (n. 350 a.C.)
- Oplacus, militare romano